# 1992
Het jaar 1992 is een jaartal volgens de christelijke jaartelling.

## Gebeurtenissen
januari
- In Algerije wordt de tweede ronde van de parlementsverkiezingen afgelast nadat de eerste ronde een overwinning voor de fundamentalistische moslims liet zien. Als reactie hierop beginnen fundamentalisten een terreurcampagne.
- Oprichting van het ISOC (Internet Society).
- Volksmacht, het weekblad van de christelijke arbeidersbeweging in Vlaanderen, verandert zijn naam in Visie.
- 1 - In Nederland treden boek 3, 5, 6 en een deel van boek 7 van het Nieuw Burgerlijk Wetboek in werking. Er is 45 jaar aan gewerkt.
- 1 - De Egyptenaar Boutros Boutros-Ghali wordt secretaris-generaal van de VN.
- 1 - George H.W. Bush is de eerste president die het Australische parlement toespreekt.
- 2 - Servië en Kroatië sluiten een wapenstilstand.
- 6 - Staatgreep in Georgië onder leiding van Tengiz Kitovani, Dzjaba Ioseliani en Tengiz Sigoea komt ten einde. President Zviad Gamsachoerdia ontvlucht het land, het parlement wordt buitenspel gezet en een Militaire Raad neemt de macht over.
- 8 - De Serviërs in Bosnië en Herzegovina roepen hun eigen republiek uit.
- 11 - Paul Simon is de eerste grote artiest die optreedt in Zuid-Afrika na de culturele boycot van dat land.
- 13 - Japan verontschuldigt zich voor de seksuele uitbuiting van Koreaanse vrouwen tijdens de Tweede Wereldoorlog.
- 14 - De eerste ICSI-baby wordt geboren.
- 15 - Van Joegoslavië worden een onafhankelijk Slovenië en een onafhankelijk Kroatië afgesplitst.
- 16 - De regering van El Salvador en het Nationaal Bevrijdingsfront Farabundo Martí (FMLN) tekenen na een burgeroorlog, die twaalf jaar heeft geduurd en ten minste 75.000 levens heeft geëist, de vrede van Chapultepec.
- 19 - De pas twintigjarige Fries Falko Zandstra wordt de jongste Europese schaatskampioen aller tijden. Het is de eerste keer dat hij deelneemt aan een internationaal seniorenkampioenschap.
- 22 - Zaïrese rebellen bezetten het nationale radiostation en eisen aldaar het aftreden van de regering.
- 22 - Roberta Bondar wordt de eerste Canadese vrouw in de ruimte.
- 26 - Boris Jeltsin kondigt aan dat Rusland geen kernraketten meer op Amerikaanse steden zal richten.

februari
- 7 - Het Verdrag van Maastricht, dat tijdens het Nederlands voorzitterschap in december 1991 werd gesloten, wordt ondertekend door de lidstaten van de Europese Unie. De Britten hebben voorbehouden gemaakt over de monetaire eenwording en de Sociale paragraaf.
- 8 - In Albertville in Frankrijk beginnen de Olympische Winterspelen.
- 10 - Jim Courier lost Stefan Edberg na 22 weken af als nummer één op de wereldranglijst der tennisprofessionals, maar de Amerikaan moet die positie na zes weken alweer afstaan aan de Zweed.
- 11 - In Nederland stort een F-16 neer in de Hengelose woonwijk Hasseler Es.
- 21 - Resolutie 743 van de VN-Veiligheidsraad wordt aangenomen, waarmee de vredesmacht UNPROFOR in het leven wordt geroepen.
- 26 - Het Ierse hooggerechtshof laat toe dat een 14-jarig slachtoffer van verkrachting een abortus krijgt.
- 28 - De UNTAC wordt opgericht door de VN-Veiligheidsraad voor een periode van 18 maanden. De missie moet ervoor zorgen dat het vredesakkoord voor Cambodja, dat op 23 oktober 1991 in Parijs is gesloten, uitgevoerd wordt.

maart
- 2 - Met Russische steun komen Transnistrische milities in Moldavië in opstand.
- 12 - Mauritius wordt een republiek en blijft lid van het Gemenebest van Naties.
- 13 - Een aardbeving met een kracht van 6,8 op de schaal van Richter maakt ten minste 500 slachtoffers in Oost-Turkije.
- 17 - In een referendum stemmen blanke Zuid-Afrikanen voor het afschaffen van het apartheidsbeleid in Zuid-Afrika.
- 18 - Microsoft brengt Windows 3.1 uit.
- 18 - Alija Izetbegović (leider van de Bosnische moslims), Mate Boban (Bosnisch-Kroatisch leider) en Radovan Karadžić (Bosnisch-Servisch leider) bereiken overeenstemming over het plan-Cutileiro.
- 24 - Dirk Frimout wordt de eerste Belgische ruimtevaarder, aan boord van de Spaceshuttle Atlantis.
- 25 - In Amsterdam wordt voor het eerst een referendum gehouden. Bij een magere opkomst kiest de bevolking voor een autoluwe binnenstad. De politiek besluit tot een reductie van het autoverkeer in het centrum van 35% binnen tien jaar.
- maart - Voor het eerst wint het Pakistaanse nationale team onder aanvoering van Imran Khan de wereldbeker cricket, door in Melbourne Engeland te verslaan.

april
- 5 - Bosnië en Herzegovina verklaart zich onafhankelijk.
- 5 - Kieren Perkins scherpt in Canberra het wereldrecord op de 1500 meter vrije slag aan tot 14.48,40 s. Het oude record (14.50,36 s) stond sinds 13 januari 1991 op naam van de Duitse zwemmer Jörg Hoffmann.
- 9 - John Major blijft tegen de verwachtingen in premier van het Verenigd Koninkrijk, nu zijn Conservative Party de parlementsverkiezingen heeft gewonnen.
- 12 - Euro Disney (nu Disneyland Paris) in Marne-la-Vallée, Frankrijk opent zijn deuren.
- 13 - Aardbeving bij Roermond met een magnitude van 5,8 op de schaal van Richter.
- 20 - Opening van de Wereldtentoonstelling in Sevilla.
- 22 - 206 mensen verliezen het leven bij twee explosies in Guadalajara, Mexico.
- 25 - Olaf Ludwig wint de 27ste editie van de Amstel Gold Race.
- 29 - Nadat de politieagenten vrijgesproken zijn van mishandeling van Rodney King breken in Los Angeles rellen uit.
- 30 - Eén speelronde voor het einde van de reguliere competitie stelt HDM de landstitel in de Nederlandse hockeyhoofdklasse veilig door Kampong in Den Haag met 2-0 te verslaan.

mei
- 2 - Ondertekening te Porto van het verdrag tot oprichting van een Europese Economische Ruimte. Hierdoor kunnen landen als Zwitserland en Noorwegen onder voorwaarden vrije toegang krijgen tot de Europese markt.
- 7 - Het Zevenentwintigste amendement van de Grondwet van de Verenigde Staten, dat in 1789 door de afgevaardigde James Madison werd ingediend, wordt door Michigan als 38e staat geratificeerd, waarmee het na ruim 200 jaar alsnog wordt toegevoegd aan de grondwet.
- 10 - Zweden prolongeert de wereldtitel door Finland met 5-2 te verslaan in de finale van het wereldkampioenschap ijshockey voor A-landen in Tsjecho-Slowakije.
- 10 - PSV wordt landskampioen voetbal in Nederland.
- 10 - Club Brugge wordt landskampioen voetbal in België.
- 13 - Ajax wint de UEFA Cup door over 2 finalewedstrijden het Italiaanse Torino FC te verslaan.
- 15 - In Genua (Italië) opent de tentoonstelling Colombo '92.
- 22 - Johnny Carson presenteert voor de laatste keer de Tonight Show in de VS.
- 23 - In Italië wordt rechter Giovanni Falcone met een bom vermoord door de maffia.
- 26 - De directeur van Adobe Systems, Charles Geschke, wordt ontvoerd op de parkeerplaats van zijn bedrijf. De ontvoerders vragen €500.000 losgeld maar worden later aangehouden.

juni
- 6 - In Bergen (Noorwegen) brandt de 13e-eeuwse Fantoft-Staafkerk af na brandstichting door leden van een black metalband. Het is de eerste van een serie kerkbranden door deze scene veroorzaakt.
- 8 - Farag Foda, islamitisch denker en columnist, wordt door moslimfundamentalisten in zijn bureau vermoord.
- 17 - Rusland en de Verenigde Staten tekenen een akkoord over de vermindering van hun aantallen wapens (START II).
- 22 - 2 Skeletten, opgegraven in Jekaterinenburg (Rusland), worden geïdentificeerd als tsaar Nicolaas II en diens vrouw.
- 26 - Het in allerijl opgetrommelde Denemarken, vervanger van het geboycotte Joegoslavië, wint in Stockholm het EK voetbal door Duitsland in de finale met 2-0 te verslaan.
- 29 - President Boudiaf van Algerije wordt door een fundamentalistische moslim vermoord.
- De laatste westerse gijzelaars in Libanon komen vrij.

juli
- 8 - Uithoorn wordt 's ochtends even voor tienen opgeschrikt door een grote explosie bij Cindu/Nevcin-Polymers. Als direct gevolg van deze explosie komen drie bedrijfsbrandweerlieden om. Er vallen elf gewonden van wie drie ernstig. Door het mooie weer is de rook zelfs zichtbaar in Almere. Daarnaast wordt, ook buiten het bedrijfsterrein, grote schade aangericht.
- 14 - De Europese Gemeenschap stelt de beschermde oorsprongsbenaming voor streekproducten in.
- 17 - Minister Theo Kelchtermans (CVP) lanceert een denkoefening om vrachtverkeer in de Antwerpse Kennedytunnel tol te laten betalen.
- 20 - Václav Havel neemt ontslag als president van Tsjecho-Slowakije.
- 21 - Moldavië sluit een wapenstilstand met de opstandige, door Rusland gesteunde regio Transnistrië.
- 25 - De Olympische Zomerspelen 1992 openen in Barcelona.
- 26 - Miguel Indurain wint de 79ste editie van de Ronde van Frankrijk. Het is de tweede eindoverwinning op rij voor de Spaanse wielrenner.
- 31 - Kieren Perkins scherpt bij de Olympische Spelen in Barcelona zijn eigen wereldrecord op de 1500 meter vrije slag aan tot 14.43,48 s. Het oude record (14.48,40 s) stond sinds 5 april op naam van de Australische zwemmer.

augustus
- 13 - dag van de linkshandigen voor het eerst gevierd.
- 24 - De orkaan Andrew (categorie 4) houdt huis in Miami en richt grote verwoestingen aan.

september
- 3 - De musical Elisabeth van Michael Kunze en Sylvester Levay met Pia Douwes en Uwe Kröger in de hoofdrollen gaat in Wenen in wereldpremière.
- 11 - Carmine Alfieri, de belangrijkste man van de Napolitaanse Camorra, wordt door de Italiaanse politie gearresteerd.
- 12 - In Lima wordt Abimael Guzman, de leider van de Peruviaanse guerrillabeweging Lichtend Pad, gearresteerd.
- 16 - Het Britse pond sterling en de Italiaanse lire worden na maandenlange speculatie door George Soros en anderen, die een koersval hebben veroorzaakt,  uit het Europees systeem van vaste wisselkoersen gegooid. De dag staat bekend als Zwarte Woensdag.
- 16 - Bij een aangestoken brand in Pension de Vogel te Den Haag komen elf mensen om het leven en wordt een aantal andere bewoners zwaar gewond.
- 20 - Het vliegveld Ypenburg gaat dicht.
- 25 - In Duitsland verbindt een nieuw kanaal de rivieren Main en de Donau met elkaar.
- 30 - De spraakmakende kinderserie Koekeloere wordt voor het eerst uitgezonden door de NTR.

oktober
- 4 - Een vliegtuig van de Israëlische maatschappij El Al stort neer in de Amsterdamse wijk Bijlmermeer en boort zich in twee flats. De Bijlmerramp kost 43 mensen het leven.
- 4 - Het Algemeen Vredesakkoord voor Mozambique wordt in Rome ondertekend, dat door bemiddeling van de rooms-katholieke Gemeenschap Sant'Egidio en met steun van de Verenigde Naties tot stand is gekomen. Formeel wordt het Algemeen Vredesakkoord van Rome van kracht op 15 oktober, waarmee een einde komt aan de Mozambikaanse Burgeroorlog.
- 9 - Een meteoriet van 13 kg vernielt een auto in Peekskill in de Amerikaanse staat (New York).
- 24 - De Canadese honkbalclub Toronto Blue Jays wint als eerste Canadese club (en tevens voor de eerste keer in de clubgeschiedenis) de World Series.
- 28 - Ondergang van de Boelwerf in Temse aan de Schelde.
- 29 - De eerste hindoe-satellietzender begint uit te zenden.
- 31 - Paus Johannes Paulus II erkent namens de Kerk het gelijk van Galileo Galilei in de opvatting dat de aarde rond de zon draait en niet omgekeerd. Het proces tegen Galilei waarin hij werd veroordeeld had 359 jaar eerder plaatsgevonden.

november
- 3 - Bill Clinton verslaat George H.W. Bush in de presidentsverkiezingen in de VS.
- 11 - Verschillende kerken uit de Anglicaanse Gemeenschap stemmen voor het toelaten van vrouwen als priester.
- 20 - Rond het middaguur breekt in Windsor Castle brand uit bij de Private Chapel.
- 30 - Bij een treinongeval bij Hoofddorp komen 5 mensen om het leven, 33 mensen raken gewond.

december
- 3 - In de VN Veiligheidsraad wordt resolutie 794 goedgekeurd. Die resolutie richt UNITAF op voor de hulpverlening en vrede in Somalië.
- 3 - De Griekse olietanker Aegean Sea loopt, onderweg naar A Coruña (Spanje), tijdens een storm aan de grond en verliest veel van de 80.000 ton olie aan boord.
- 3 - De eerste sms-boodschap wordt verstuurd over het Vodafone-gsm-netwerk in het Verenigd Koninkrijk.
- 4 - Het Amerikaanse leger valt Somalië binnen.
- 6 - Hindoes in India vernielen de Babri-moskee. Dit leidt tot religieuze rellen.
- 12 - De broers Ton en Martin Westland uit IJsselstein ontsteken voor het eerst de lichtjes die van de Gerbrandytoren een kerstboom van 372 meter groot maken.
- 21 - Op het vliegveld van Faro (Portugal) stort een DC-10 van Martinair neer. 56 mensen komen om (zie Vliegramp bij Faro).
- 25 - Getooid met feestverlichting is de Zendmast Lopik de grootste kerstboom ter wereld.
- In haar kersttoespraak spreekt koningin Elizabeth van een "annus horribilis": haar zonen prins Charles en prins Andrew scheidden van hun vrouwen en op Windsor Castle woedde een brand.
- 29 - De president van Brazilië, Fernando Collor de Mello, neemt ontslag nadat hij ervan is beschuldigd €24,6 miljoen van de regering te hebben gestolen.

## Muziek

### Klassieke muziek
- 12 januari: Columbus: Images for orchestra van Leonardo Balada is voor het eerst te horen
- 17 februari: Sinfonietta nr. 1 van Krzysztof Penderecki is voor het eerste te horen
- 16 juli: eerste en vermoedelijke enige publieke uitvoering (gegevens april 2025) van Fool's Rhyme van Thomas Adès
- 21 augustus: Architectonics VI van Erkki-Sven Tüür is voor het eerst te horen
- 6 oktober: Architectonics VII van Erkki-Sven Tüür is voor het eerst te horen
- 15 november: Prelude to the unsettled weather van Vagn Holmboe is voor het eerst te horen
- 19 november: Celebración van Leonardo Balada is voor het eerst te horen
- 1 december: Inquiétude du fini van Erkki-Sven Tüür is voor het eerst te horen
- 7 december: Symfonie nr. 4 van Leonardo Balada is voor het eerst te horen

### Populaire muziek
- 3 oktober: In het Heerenveense Thialf-stadion vindt het eerste hardcore house muziekfestival Thunderdome plaats.

Bestverkochte singles in Nederland:
1. Guns N' Roses - Knockin' On Heaven's Door
2. Dr. Alban - It's My Life
3. Double You - Please Don't Go
4. Snap! - Rhythm Is A Dancer
5. George Michael & Elton John - Don't Let The Sun Go Down On Me (Live)
6. Red Hot Chili Peppers - Under the Bridge
7. Inner Circle - Sweat (A La La La La Long)
8. Mr. Big - To Be With You
9. 2 Unlimited - Twilight Zone
10. Mariah Carey & Trey Lorenz - I'll Be There

Bestverkochte album in Nederland:
1. Queen - Greatest Hits II

Populaire albums:
- Genesis - We Can't Dance
- Michael Jackson - Dangerous
- Queen - Greatest hits
- Guns N' Roses - Use Your Illusion II
- Lionel Richie - Back to Front
- Guns N' Roses - Use Your Illusion I
- Pearl Jam - Ten
- Nirvana - Nevermind
- Tina Turner - Simply the Best
- Dr. Dre - The Chronic
- Mariah Carey - MTV Unplugged
- René Froger - Sweet hello's and sad goodbyes
- Prince and The New Power Generation - Diamonds and Pearls

### Prijzen
- De dichter Derek Walcott van St. Lucia ontvangt de Nobelprijs voor de Literatuur
- Marten Toonder ontvangt de Tollensprijs
- De Britse, van oorsprong Duits-Hongaarse, schrijver George Tabori ontvangt de Georg-Büchner-Preis

### Publicaties
- Heren van de thee van Hella S. Haasse

## Beeldende kunst

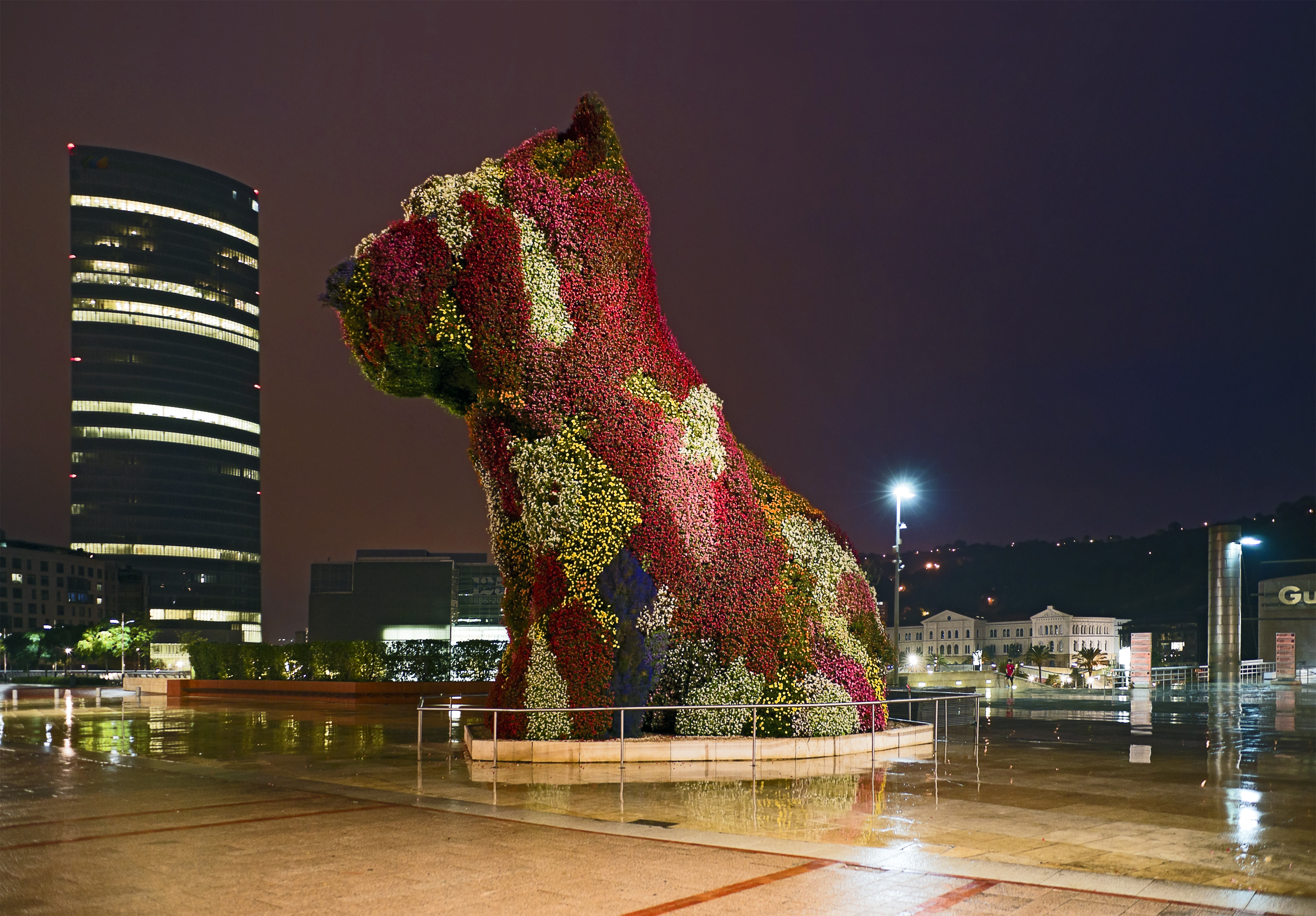
Puppy (1992) Jeff Koons, Bilbao
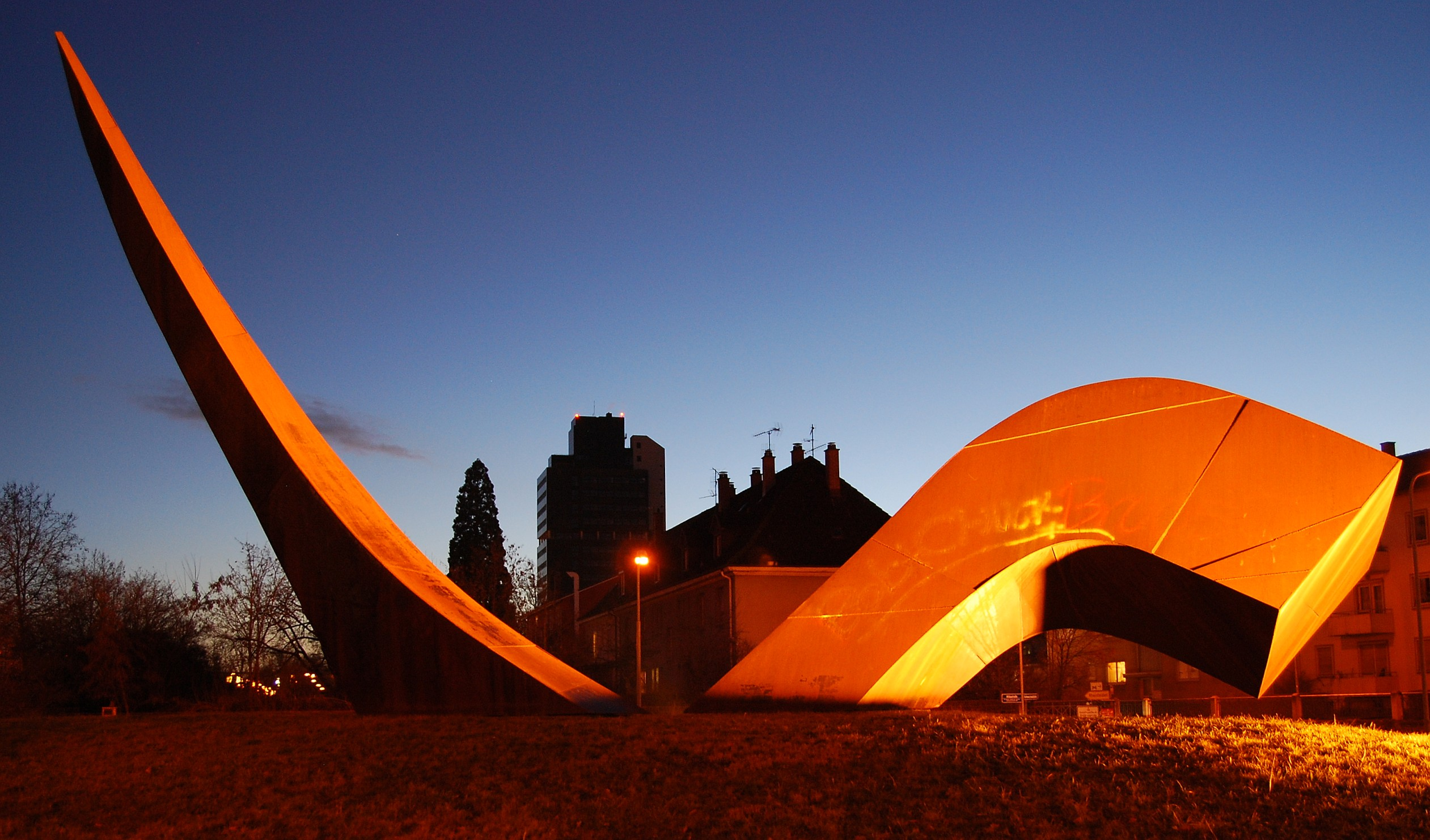
Lörracher Sitzende (1992) Franz Bernhard, Lörracher Skulpturenweg
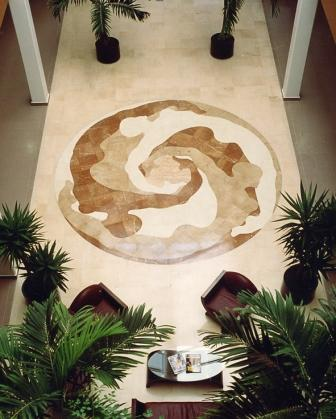
Vloermozaïek (1992) Yehiel Rabinowitz

## Bouwkunst

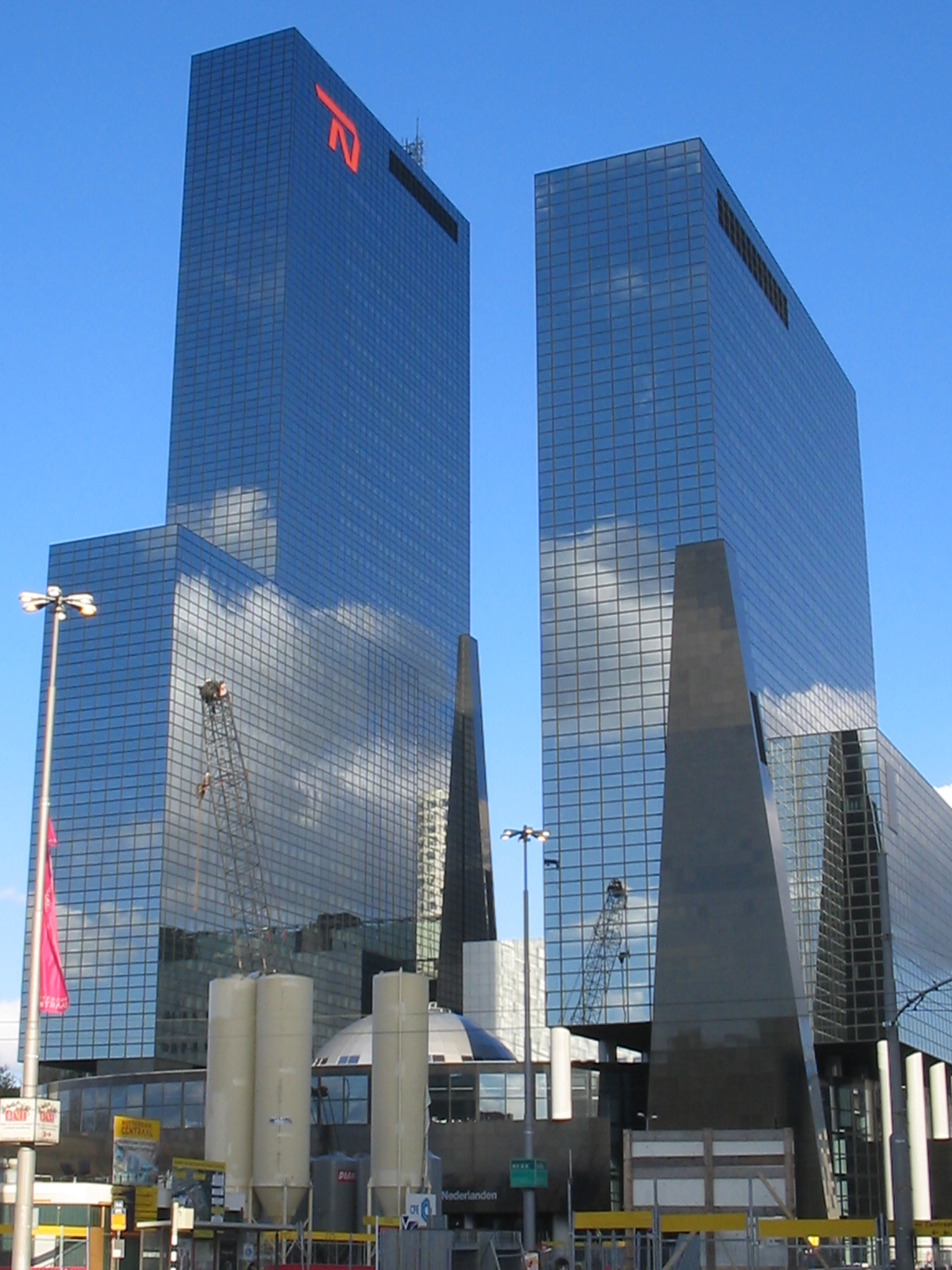
Gebouw Delftse Poort, Rotterdam (geopend 1992) Abe Bonnema
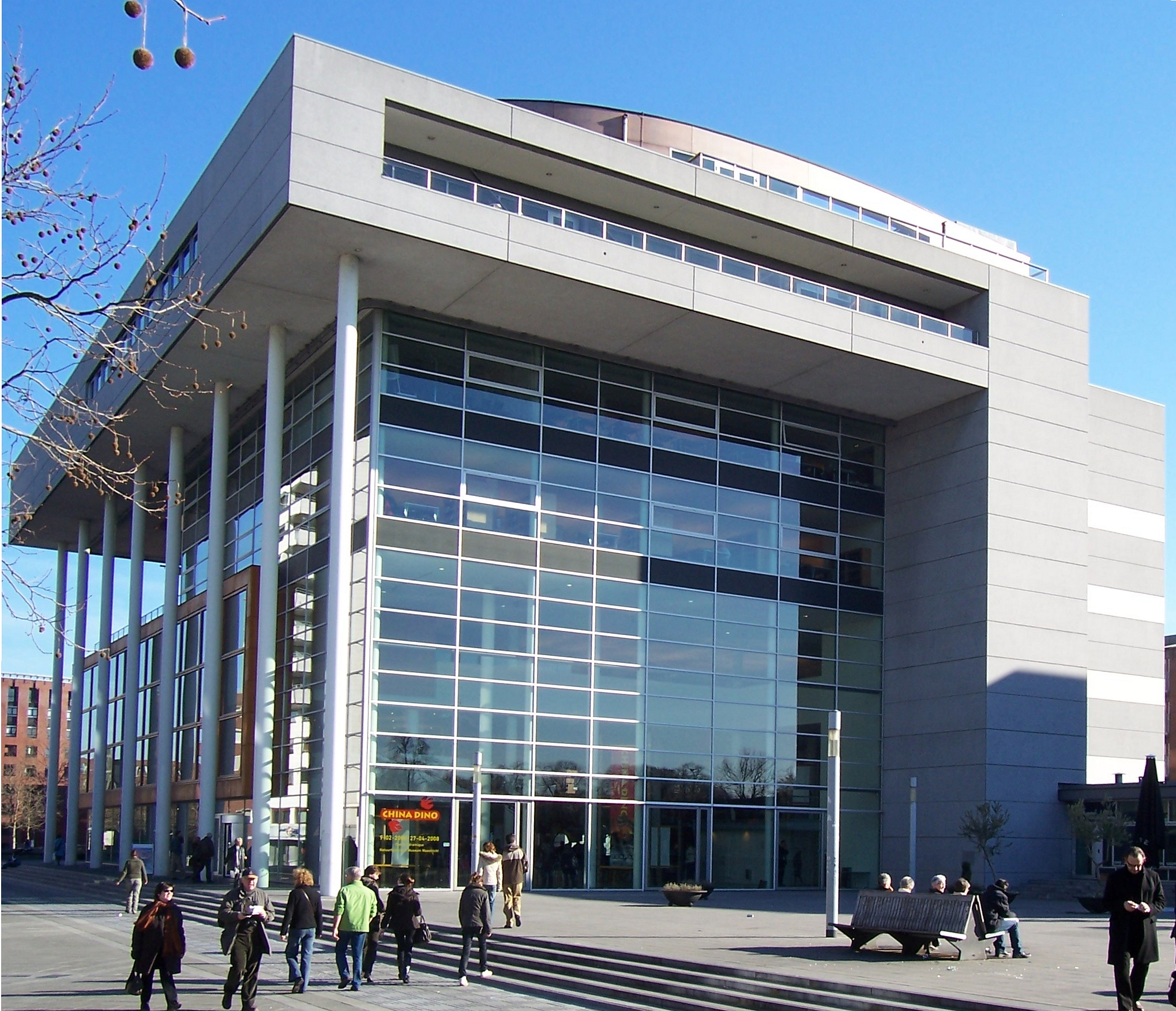
Centre Ceramique, Maastricht Jo Coenen

## Geboren

### Januari
- 1 - René Binder, Oostenrijks autocoureur
- 1 - Floris Bosveld, Nederlands danser
- 1 - Shane Duffy, Iers voetballer
- 1 - Jack Wilshere, Engels voetballer
- 2 - Abbie Eaton, Brits autocoureur
- 4 - Sabin Merino, Spaans voetballer
- 4 - Quincy Promes, Nederlands voetballer
- 5 - Désirée Viola, Vlaams actrice, danseres en model (overleden 2018)
- 5 - Wilbert Magré, Nederlands pianist en dirigent
- 6 - Sidni Hoxha, Albanees zwemmer
- 6 - Ted van de Pavert, Nederlands voetballer
- 6 - Diona Reasonover, Amerikaans actrice
- 7 - Michael Marinaro, Canadees kunstschaatser
- 8 - Patrik Carlgren, Zweeds voetballer
- 8 - Koke, Spaans voetballer
- 8 - Justin Murisier, Zwitsers alpineskiër
- 8 - Apostolos Vellios, Grieks voetballer
- 9 - Maurice Vriend, Nederlands schaatser
- 10 - Hannes van Asseldonk, Nederlands autocoureur
- 10 - Christian Atsu, Ghanees voetballer (overleden 2023)
- 10 - Kemar Bailey-Cole, Jamaicaans atleet
- 10 - Emmanuel Frimpong, Ghanees voetballer
- 10 - Daniel Godelli, Albanees gewichtheffer
- 12 - Maaike Ouboter, Nederlands singer-songwriter
- 13 - Nassim Ben Khalifa, Zwitsers voetballer
- 13 - Hyvin Jepkemoi, Keniaans atlete
- 13 - Marnick Vermijl, Belgisch voetballer
- 14 - Jasper Vergoote, Belgisch voetbalscheidsrechter
- 15 - John Bostock, Engels voetballer
- 15 - Rasmus Falk, Deens voetballer
- 15 - Stef Vanhaeren, Belgisch atleet
- 15 - Joël Veltman, Nederlands voetballer
- 16 - Piper Gilles, Amerikaans-Canadees kunstschaatsster
- 16 - Maja Keuc, Sloveens zangeres
- 17 - Brecht Dewyspelaere, Belgisch volleyballer (overleden 2023)
- 17 - Jiang Haiqi, Chinees zwemmer
- 17 - Miquel Monrás, Spaans autocoureur
- 18 - Mathieu Faivre, Frans alpineskiër
- 18 - Steph Houghton, Engels voetbalster
- 18 - Dagny Knutson, Amerikaans zwemster
- 18 - Berglind Björg Þorvaldsdóttir, IJslands voetbalster
- 19 - Mac Miller, Amerikaans rapper (overleden 2018)
- 19 - James Woods, Brits freestyleskiër
- 20 - Mauro Calamia, Zwitsers autocoureur
- 21 - Sven Erik Bystrøm, Noors wielrenner
- 21 - Lasja Sjavdatoeasjvili, Georgisch judoka
- 22 - Sindre Bjørnestad Skar, Noors langlaufer
- 23 - Joana Hählen, Zwitsers alpineskiester
- 23 - Priscilla Knetemann, Nederlands actrice
- 24 -  Rebecca Downie, Brits gymnast
- 25 - Bianca Baak, Nederlands atlete
- 26 - Simon d'Artois, Canadees freestyleskiër
- 26 - Sam Hagens, Nederlands presentator en verslaggever
- 27 - Tio Ellinas, Cypriotisch autocoureur
- 28 - Elsa Loureiro, Belgisch atlete
- 29 - David Pittard, Brits autocoureur
- 31 - Dico Koppers, Nederlands voetballer
- 31 - Aleksandr Loginov, Russisch biatleet
- 31 - Colby Minifie, Amerikaans actrice

### Februari
- 2 - Amelia Eve, Brits actrice
- 2 - Carlos Muñoz, Colombiaans autocoureur
- 3 - Carlotta Fedeli, Italiaans autocoureur
- 3 - Chloe Sutton, Amerikaans zwemster
- 3 - Mathias Weissenbacher, Oostenrijks snowboarder
- 4 - Navarone Foor, Nederlands voetballer
- 4 - Samin Gómez Briceno, Venezolaans autocoureur
- 5 - Neymar, Braziliaans voetballer
- 5 - Kejsi Tola, Albanees zangeres
- 5 - Stefan de Vrij, Nederlands voetballer
- 5 - Carina Vogt, Duits schansspringster
- 6 - Dai Jun, Chinees zwemmer
- 6 - Oimara, Duits zangeres
- 6 - Leiston Pickett, Australisch zwemster
- 7 - Sven Müller, Duits autocoureur
- 7 - Sergi Roberto, Spaans voetballer
- 7 - Clemens Schattschneider, Oostenrijks snowboarder
- 7 - Joëlle Scheps, Nederlands zwemster
- 7 - Ksenia Stolbova, Russisch kunstschaatsster
- 8 - Christopher Mandiangu, Duits voetballer
- 8 - Bruno Martins Indi, Nederlands-Portugees voetballer
- 8 - Alonzo Russell, Bahamaans atleet
- 9 - Takaaki Nakagami, Japans motorcoureur
- 10 - Pauline Ferrand-Prévot, Frans wielrenster
- 10 - Kévin Mayer, Frans atleet
- 11 - Antonio d'Amico, Italiaans autocoureur
- 11 - Taylor Lautner, Amerikaans acteur
- 12 - Valentin Debise, Frans motorcoureur
- 12 - Mosinet Geremew, Ethiopisch atleet
- 13 - Sanne Bakker, Nederlands paralympisch sportster
- 14 - Elley Duhé, Amerikaans zangeres
- 14 - Christian Eriksen, Deens voetballer
- 14 - Franco Girolami, Argentijns autocoureur
- 14 - Freddie Highmore, Engels acteur
- 15 - Leandro Mercado, Argentijns motorcoureur
- 15 - Yakov Yan Toumarkin, Israëlisch zwemmer
- 15 - Kristaps Zvejnieks, Lets alpineskiër
- 16 - Nicolai Boilesen, Deens voetballer
- 16 - Peter van Ooijen, Nederlands voetballer
- 19 - Broertje, Nederlands rapper (overleden 2023)
- 19 - Adam Ladebäck, Zweeds voetbalscheidsrechter
- 21 - Louis Meintjes, Zuid-Afrikaans wielrenner
- 21 - Andrew Young (langlaufer), Brits langlaufer
- 23 - Kyriakos Papadopoulos, Grieks voetballer
- 24 - Britt Dekker, Nederlands presentatrice en mediapersoonlijkheid
- 24 - Peter Frenette, Amerikaans schansspringer
- 24 - Yunus Mallı, Duits-Turks voetballer
- 25 - Thomas Diethart, Oostenrijks schansspringer
- 25 - Nico Müller, Zwitsers autocoureur
- 26 - Matz Sels, Belgisch voetballer
- 27 - Fernando Canesin Matos, Braziliaans voetballer
- 27 - Massimo Stano, Italiaans atleet
- 27 - Jimmy Vicaut - Frans atleet
- 28 - Roeltje van de Sande Bakhuyzen, Nederlands actrice
- 29 - Saphir Taïder, Frans-Algerijns-Tunesisch voetballer
- 29 - Perry Kitchen, Amerikaans voetballer

### Maart
- 2 - Alina Gridneva, Russisch freestyleskiester
- 2 - Nick Muller, Nederlands journalist
- 3 - Maya Harrisson, Braziliaans alpineskiester
- 3 - Tarik Moukrime, Belgisch atleet
- 4 - Daniel Lloyd, Brits autocoureur
- 5 - Tina Hermann, Duits skeletonracer
- 6 - Pernille Larsen, Deens zwemster
- 9 - Alex Essoe, Canadees actrice
- 10 - Johan Häggström, Zweeds langlaufer
- 10 - Emily Osment, Amerikaans actrice en zangeres
- 11 - Tessie Savelkouls, Nederlands judoka
- 13 - Molly Hannis, Amerikaans zwemster
- 13 - Irakli Kobalia, Georgisch voetballer
- 13 - Kaya Scodelario, Brits actrice
- 13 - Fran Sol, Spaans voetballer
- 15 - Sosie Bacon, Amerikaans actrice
- 16 - Robin Martens, Nederlands actrice, zangeres, danseres en model
- 16 - Niklas Mattsson, Zweeds snowboarder
- 16 - Michael Perham, Engels zeezeiler
- 16 - Damian Sylwestrzak, Pools voetbalscheidsrechter
- 17 - Margo Geer, Amerikaans zwemster
- 17 - Fahmi Ilyas, Maleisisch autocoureur
- 17 - Pauline Peyraud-Magnin, Frans voetbalster
- 18 - Bence Csonka, Hongaars voetbalscheidsrechter
- 18 - Paul Gladon, Nederlands voetballer
- 18 - Roope Tonteri, Fins snowboarder
- 19 - Mike Marissen, Nederlands zwemmer
- 20 - Dario De Borger, Belgisch atleet
- 20 - Sandrine Mainville, Canadees zwemster
- 22 - Katarzyna Wasick, Pools zwemster
- 23 - Ana Marcela Cunha, Braziliaans zwemster
- 23 - Rynardt van Rensburg, Zuid-Afrikaans atleet
- 23 - Igor Vetokele, Belgisch voetballer
- 24 - Just Berends, Nederlands voetballer
- 24 - Vanessa Hinz, Duits biatlete
- 25 - David Jensen, Deens voetballer
- 25 - Gernot Trauner, Oostenrijks voetballer
- 26 - Elias Ambühl, Zwitsers freestyleskiër
- 26 - Jess Bush, Australisch actrice en model
- 26 - Kathrine Heindahl, Deens handbalster
- 26 - Stefan Luitz, Duits alpineskiër
- 26 - Kevin Ortega, Peruviaans voetbalscheidsrechter
- 27 - Ryan Cochran-Siegle, Amerikaans alpineskiër
- 28 - Architrackz, Nederlands producer, liedschrijver, rapper en presentator
- 28 - Corinne Nugter, Nederlands atlete
- 30 - Bob Schepers, Nederlands voetballer
- 30 - Luca Vitali, Italiaans motorcoureur
- 31 - Tesfaye Abera, Ethiopisch atleet

### April

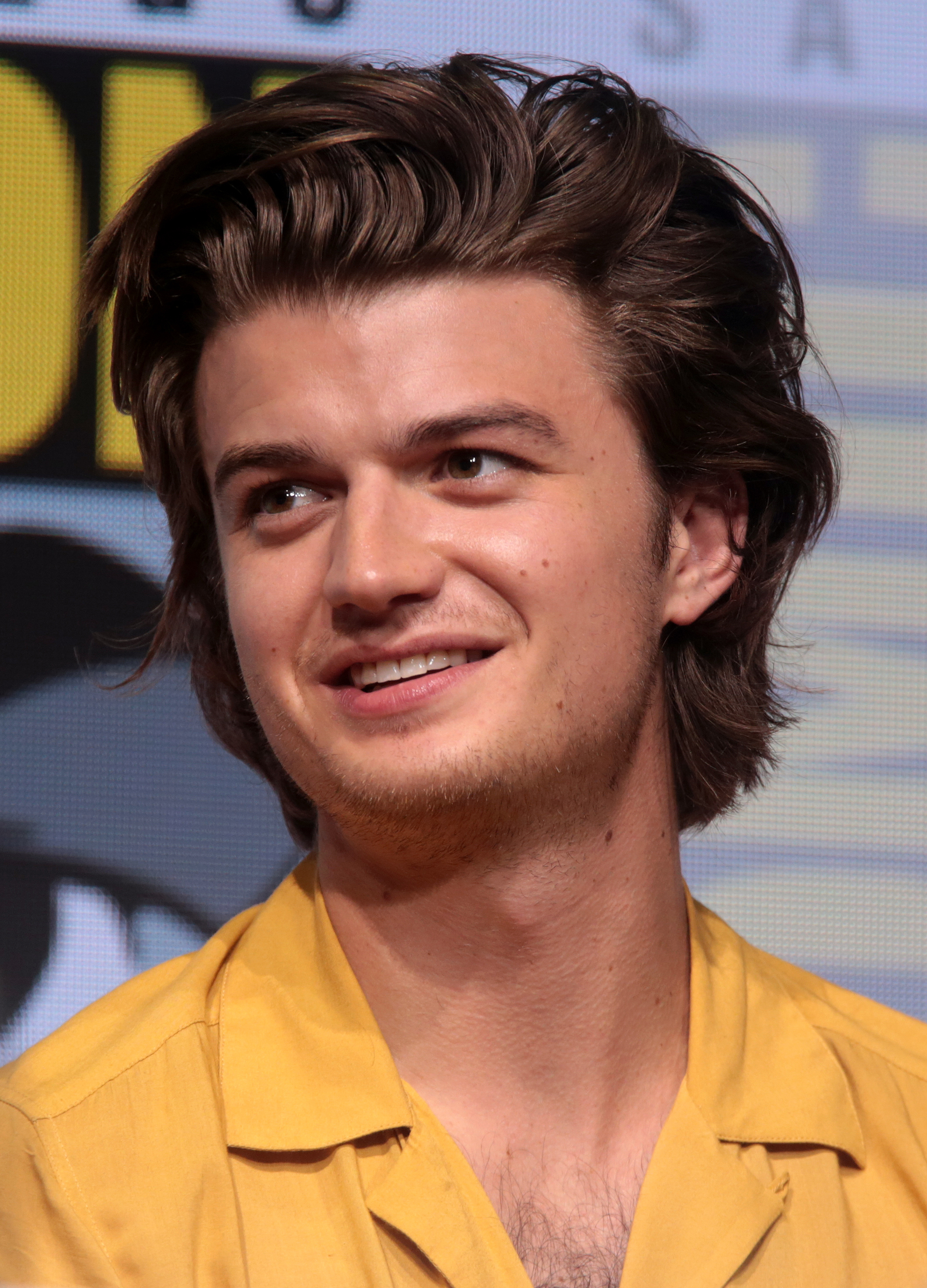
Joe Keery,
geboren op 24 april

- 1 - Martin Løwstrøm Nyenget, Noors langlaufer
- 2 - Jesper Arts, Nederlands atleet
- 2 - Jelena Lasjmanova, Russisch atlete
- 3 - Mátyás Bittenbinder, Nederlands bioloog, schrijver en presentator
- 3 - Joelia Jefimova, Russisch zwemster
- 6 - Caza, Nederlands hiphopartiest
- 6 - Vic9, Nederlands rapper
- 8 - Daniele Garozzo, Italiaans schermer
- 8 - Sergej Oestjoegov, Russisch langlaufer
- 8 - Mathew Ryan, Australisch voetballer
- 9 - Abdelmajid Doudouh, Belgisch voetballer
- 9 - Benjamin van Leer, Nederlands voetballer
- 10 - Seve van Ass, Nederlands hockeyer
- 10 - Andrij Hovorov, Oekraïens zwemmer
- 10 - Sadio Mané, Senegalees voetballer
- 12 - Chad le Clos, Zuid-Afrikaans zwemmer
- 13 - Péter Bernek, Hongaars zwemmer
- 14 - Stefan Jurriens, Nederlands online persoonlijkheid, zanger, dj, youtuber en presentator
- 14 - Christian vom Lehn, Duits zwemmer
- 14 - Frederik Sørensen, Deens voetballer
- 15 - John Guidetti, Zweeds voetballer
- 16 - Ronnie Flex, Nederlands zanger, rapper en muziekproducent
- 16 - Richèl Hogenkamp, Nederlands tennisster
- 16 - Breeja Larson, Amerikaans zwemster
- 16 - Sébastien van Luxemburg, Prins van Luxemburg en Nassau
- 16 - Samuel Spokes, Australisch wielrenner
- 17 - Shkodran Mustafi, Duits-Albanees voetballer
- 17 - Mats Seuntjens, Nederlands voetballer
- 17 - Jasper Stuyven, Belgisch wielrenner
- 19 - Ïlya Davïdenok, Kazachs wielrenner
- 19 - Paul-José Mpoku, Belgisch-Congolees voetballer
- 19 - Nick Pope, Engels voetballer
- 19 - James Scully, Amerikaans acteur
- 20 - Veronika Korsoenova, Russisch freestyleskiester
- 20 - Tavevele Noa, Tuvaluaans atleet
- 21 - David Fumanelli, Italiaans autocoureur
- 21 - Isco, Spaans voetballer
- 22 - English Gardner, Amerikaans atlete
- 22 - Terence Tchiknavorian, Frans freestyleskiër
- 23 - Mai Verbij, Japans-Nederlands radio-dj
- 24 - Yuki Kobayashi, Japans voetballer
- 24 - Pavel Krotov, Russisch freestyleskiër (overleden 2023)
- 24 - Jamile Samuel, Nederlands atlete
- 24 - Mathias Vergels, Belgisch acteur
- 24 - Joe Keery, Amerikaans acteur
- 25 - Dario Coates, Engels acteur
- 25 - Bryan Coquard, Frans wielrenner
- 25 - Théo Defourny, Belgisch voetballer
- 25 - Guus Hupperts, Nederlands voetballer
- 26 - Marko Meerits, Estisch voetballer
- 27 - Emily Ratajkowski, Amerikaans fotomodel en actrice
- 27 - Enric Saborit, Spaans voetballer
- 27 - Tom Weilandt, Duits voetballer
- 28 - David Bosa, Italiaans langebaanschaatser
- 28 - Jurre Geluk, Nederlands programmamaker en presentator
- 29 - Aleksej Romasjov, Russisch schansspringer
- 30 - Chad Boat, Amerikaans autocoureur
- 30 - Laura Grasemann, Duits freestyleskiester
- 30 - Koen Metsemakers, Nederlands roeier
- 30 - Marc-André ter Stegen, Duits voetballer

### Mei
- 1 - Wing Tai Barrymore, Amerikaans freestyleskiër
- 1 - Teya Dora, Servisch zangeres
- 1 - Trevor Philp, Canadees alpineskiër
- 1 - Matěj Vydra, Tsjechisch voetballer
- 2 - Samuele Buttarelli, Italiaans autocoureur
- 2 - Vanessa Mai, Duits zangeres
- 3 - Ymre Stiekema, Nederlands model
- 4 - Phyllis Francis, Amerikaans atlete
- 4 - Rasmus Mägi, Estisch atleet
- 4 - Ramon Zenhäusern, Zwitsers alpineskiër
- 5 - Erik Heggen, Belgisch atleet
- 5 - Leopold Kapata, Belgisch atleet
- 6 - Jan Polanc, Sloveens wielrenner
- 6 - Zigismunds Sirmais, Lets atleet
- 7 - Traves Smikle, Jamaicaans atleet
- 8 - Roel Bovendeert, Nederlands hockeyer
- 8 - Noah Bowman, Canadees freestyleskiër
- 8 - Bralon Taplin, Grenadiaans atleet
- 8 - Thomas van der Vlugt, Nederlands online persoonlijkheid, zanger, dj, youtuber en presentator
- 10 - Okan Özçelik, Turks-Nederlands voetballer
- 11 - Pierre-Ambroise Bosse, Frans atleet
- 11 - Thibaut Courtois, Belgisch voetbaldoelman
- 12 - Vetle Sjåstad Christiansen, Noors biatleet
- 12 - Maisie Cousins, Britse kunstfotografe
- 12 - Erik Durm, Duits voetballer
- 12 - Lucas Foresti, Braziliaans autocoureur
- 12 - Calum Jarvis, Brits zwemmer
- 13 - Keltie Hansen, Canadees freestyleskiester
- 15 - Okke Punt, Nederlands singer-songwriter
- 16 - Zhendong Zhang, Chinees autocoureur
- 18 - Adwoa Aboah, Brits model
- 18 - Mirjam Puchner, Oostenrijks alpineskiester
- 19 - Gershwin Bonevacia, Nederlands schrijver, dichter en filosoof; stadsdichter van Amsterdam 2019-2021
- 19 - Ola John, Nederlands voetballer
- 19 - Marshmello, Amerikaans dj en producer
- 19 - Sam Smith, Brits zanger
- 20 - Linn Blohm, Zweeds handbalster
- 20 - Cate Campbell, Australisch zwemster
- 20 - Maud van der Meer, Nederlands zwemster
- 20 - Fanny Smith, Zwitsers freestyleskiester
- 21 - Alex Bowen, Amerikaans freestyleskiër
- 21 - Devon Myles Brown, Zuid-Afrikaans zwemmer
- 21 - Dylan van Baarle, Nederlands wielrenner
- 21 - James French, Amerikaans autocoureur
- 21 - Andrej Melnitsjenko, Russisch langlaufer
- 22 - Robin Knoche, Duits voetballer
- 22 - Shary-An Nivillac, Nederlands zangeres
- 24 - Marcus Bettinelli, Engels voetballer
- 24 - Ruben Ligeon, Nederlands voetballer
- 25 - Kendall Coyne, Amerikaans ijshockeyster
- 26 - Jānis Mustafejevs, Lets darter
- 26 - Daniel Wanjiru, Keniaans atleet
- 27 - Lorys Bourelly, Frans zwemmer
- 27 - Aaron Brown, Canadees atleet
- 27 - Oleg Kostin, Russisch zwemmer
- 27 - Jeison Murillo, Colombiaans voetballer
- 27 - Georgia Nanscawen, Australisch hockeyster
- 30 - Harrison Barnes, Amerikaans basketballer
- 31 - Laura Ikauniece, Lets atlete
- 31 - Gary Thompson, Iers autocoureur

### Juni

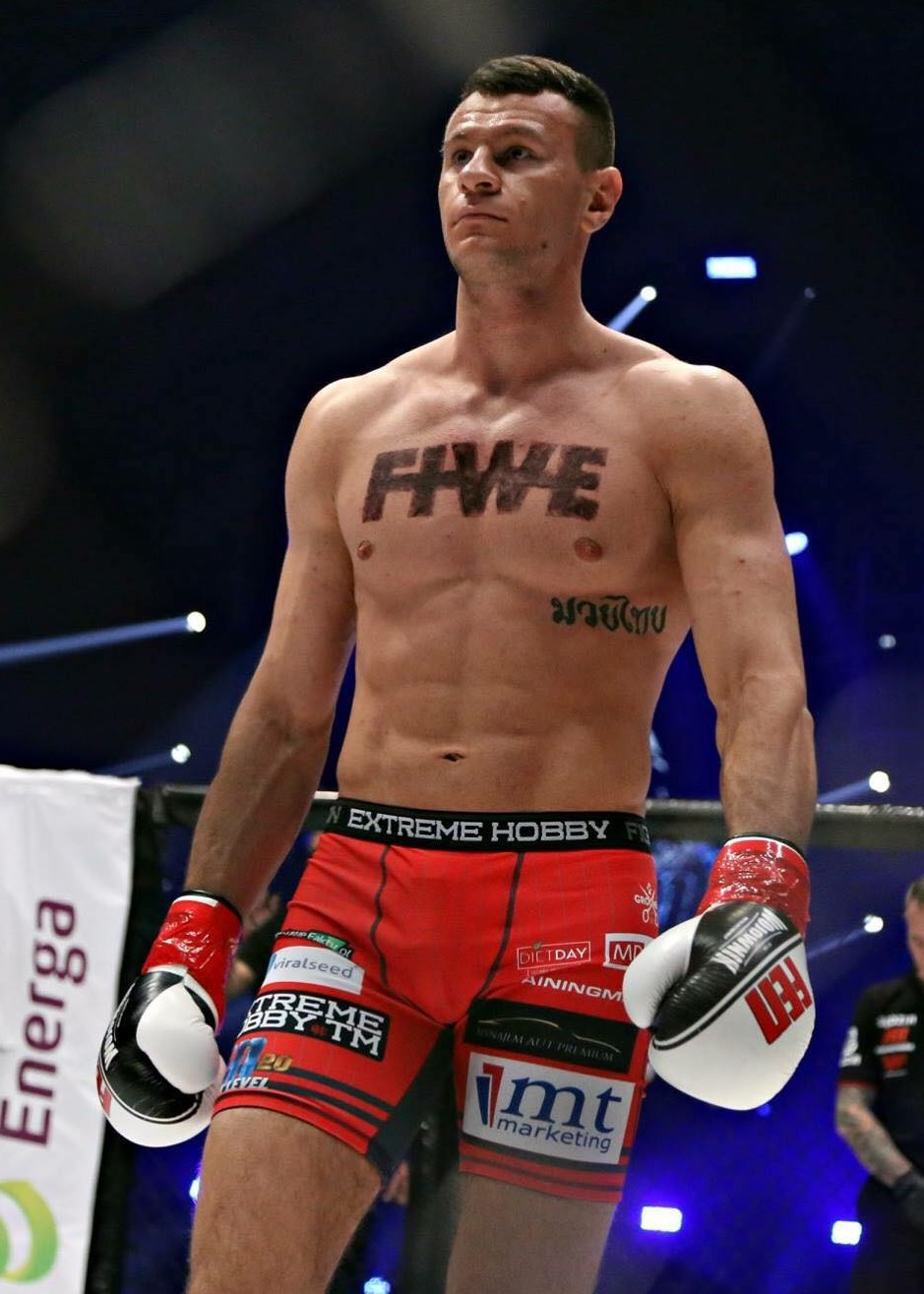
Arkadiusz Wrzosek,
geboren op 3 juni

- 1 - Nattachak Hanjitkasen, Thais autocoureur
- 1 - Gianmarco Tamberi, Italiaans atleet
- 3 - Harald-Peter Bust, Nederlands atleet
- 3 - Kori Carter, Amerikaans atlete
- 3 - Mario Götze, Duits voetballer
- 3 - Monika Linkytė, Litouws zangeres
- 3 - Arkadiusz Wrzosek, Pools vechtsporter
- 4 - Damien Joly, Frans zwemmer
- 4 - Dino Jelušić, Kroatisch zanger
- 5 - Emily Seebohm, Australisch zwemster
- 5 - Bradley Wilson, Amerikaans freestyleskiër
- 5 - Xu Sicun, Chinees freestyleskiester
- 6 - Hanna van Vliet, Nederlands actrice
- 7 - Marieke Nijhuis, Nederlands zwemster
- 7 - Roy Pouw, Nederlands motorcoureur
- 8 - Sebá, Braziliaans voetballer
- 9 - Yannick Agnel, Frans zwemmer
- 9 - Twan van Gendt, Nederlands BMX'er
- 9 - Fantu Magiso, Ethiopisch atlete
- 10 - Mike Ultee, Nederlands para-atleet/-snowboarder
- 10 - Kate Upton, Amerikaans model
- 10 - Ryota Yamagata, Japans atleet
- 11 - Julian Alaphilippe, Frans wielrenner
- 11 - Eugene Simon, Brits acteur
- 12 - Coline Ballet-Baz, Frans freestyleskiester
- 12 - Philippe Coutinho, Braziliaans voetballer
- 12 - Alex Kirsch, Luxemburgs wielrenner
- 14 - Daryl Sabara, Amerikaans acteur
- 15 - Warner Hahn, Nederlands voetballer
- 15 - Mohamed Salah, Egyptisch voetballer
- 15 - Dafne Schippers, Nederlands atlete
- 15 - Marielle Thompson, Canadees freestyleskiester
- 16 - Vladimir Morozov, Russisch zwemmer
- 17 - Victor Guerin, Braziliaans autocoureur
- 17 - André Negrão, Braziliaans autocoureur
- 17 - Fredrik Ulvestad, Noors voetballer
- 17 - Hugo Valente, Frans autocoureur
- 18 - Zsófia Döme, Hongaars alpineskiester
- 18 - Ruud ten Wolde, Nederlands journalist en publicist (overleden 2021)
- 20 - Alberto Cerqui, Italiaans autocoureur
- 21 - Irene Schouten, Nederlands schaatsster
- 24 - David Alaba, Oostenrijks voetballer
- 24 - Merika Enne, Fins snowboardster
- 24 - Félix Serrallés, Puerto Ricaans autocoureur
- 25 - Koen Casteels, Belgisch voetballer
- 25 - Alexander Mies, Duits autocoureur
- 25 - Romel Quiñónez, Boliviaans voetballer
- 26 - Joel Campbell, Costa Ricaans voetballer
- 26 - Jennette McCurdy, Amerikaans actrice en zangeres
- 27 - Julien Watrin, Belgisch atleet
- 27 - Ferry Weertman, Nederlands zwemmer
- 28 - Oscar Hiljemark, Zweeds voetballer
- 28 - Elaine Thompson, Jamaicaans atlete
- 29 - Diamond Dixon, Amerikaans atlete
- 30 - Emms (= Emerson Akachar), Nederlands rapper

### Juli
- 1 - Kirsten Moore-Towers, Canadees kunstschaatsster
- 1 - Brandie Wilkerson, Canadees beachvolleyballer
- 2 - Madison Chock, Amerikaans kunstschaatsster
- 2 - Gus Halper, Amerikaans acteur
- 2 - Tetsuta Nagashima, Japans motorcoureur
- 3 - Maureen Koster, Nederlands atlete
- 3 - Molly Sandén, Zweeds zangeres
- 4 - Óscar Romero, Paraguayaans voetballer
- 5 - Katie Goldman, Australisch zwemster
- 5 - Alberto Moreno, Spaans voetballer
- 6 - Uroš Vitas, Servisch voetballer
- 7 - Kenneth To, Australisch zwemmer (overleden 2019)
- 8 - Yancarlos Martinez, Dominicaans atleet
- 8 - Sandi Morris, Amerikaans atlete
- 8 - Norman Nato, Frans autocoureur
- 8 - Son Heung-min, Zuid-Koreaans voetballer
- 9 - Douglas Booth, Brits acteur
- 9 - Daniël de Jong, Nederlands autocoureur
- 9 - Jeremy Pope, Amerikaanse acteur
- 10 - Kelley Mack, Amerikaans actrice (overleden 2025)
- 12 - Romy Krommert, Nederlands zangeres en (musical)actrice
- 14 - Bryce Bennett, Amerikaans alpineskiër
- 15 - Mirko Felicetti, Italiaans snowboarder
- 15 - Hector Hurst, Brits autocoureur
- 15 - Wayde van Niekerk, Zuid-Afrikaans atleet
- 16 - Erin Doherty, Brits actrice
- 17 - Mehdy Metella, Frans zwemmer
- 17 - Sverre Lunde Pedersen, Noors langebaanschaatser
- 18 - Niels Pittomvils, Belgisch atleet
- 19 - Emma Dahlström, Zweeds freestyleskiester
- 20 - Kemarley Brown, Bahreins atleet
- 20 - Joris Ouwerkerk, Nederlands snowboarder
- 21 - Rachael Flatt, Amerikaans kunstschaatsster
- 22 - Selena Gomez, Amerikaans zangeres en actrice
- 24 - Mikaël Kingsbury, Canadees freestyleskiër
- 24 - Tess von Piekartz, Nederlands volleybalster
- 25 - Markus Henriksen, Noors voetballer
- 25 - Alex Schlopy, Amerikaans freestyleskiër
- 26 - Sanneke Vermeulen, Nederlands paralympisch sportster
- 27 - Juan Piedrahita, Colombiaans autocoureur
- 28 - Sabine Schöffmann, Oostenrijks snowboardster
- 29 - Quinten Schram, Nederlands acteur
- 30 - Fabiano Caruana, Amerikaans-Italiaans schaker
- 30 - Celia Diemkoudre, Nederlands volleyballer
- 30 - F1rstman (Hassan Syed), Nederlands rapper en beatboxer
- 30 - Kevin Volland, Duits voetballer
- 31 - Maurice Deville, Luxemburgs voetballer

### Augustus
- 2 - Charlotte Aitchison (Charli XCX), Engels singer-songwriter
- 2 - Olivia Price, Australisch zeilster
- 3 - Gamze Bulut, Turks atlete
- 3 - Colin Coosemans, Belgisch voetballer
- 5 - Jessica Blaszka, Nederlands worstelaar
- 5 - Chen Ding, Chinees atleet
- 5 - Alex Fontana, Zwitsers-Grieks autocoureur
- 5 - Olga Podtsjoefarova, Russisch biatlete
- 5 - Estavana Polman, Nederlands handbalster
- 6 - Jelani Alladin, Amerikaans acteur
- 6 - Alizée Baron, Frans freestyleskiester
- 6 - Han Cong, Chinees kunstschaatser
- 7 - Adrien Backscheider, Frans langlaufer
- 7 - Sofie Gallein, Belgisch atlete
- 7 - Adam Yates, Brits wielrenner
- 7 - Simon Yates, Brits wielrenner
- 8 - Josip Drmić, Zwitsers voetballer
- 9 - Raphael Maier, Oostenrijks skeletonracer
- 9 - Koen Smet, Nederlands atleet
- 10 - Oliver Rowland, Brits autocoureur
- 12 - Cara Delevingne, Brits fotomodel en actrice
- 12 - Samantha Marshall, Australisch zwemster
- 12 - Gonzalo Peillat, Argentijns hockeyer
- 12 - Willi Steindl, Oostenrijks autocoureur
- 13 - Lois Abbingh, Nederlands handbalster
- 13 - Damien Howson, Australisch wielrenner
- 13 - Lucas Moura, Braziliaans voetballer
- 13 - Sean Ryan, Amerikaans zwemmer
- 15 - Défano Holwijn, Nederlands youtuber
- 16 - Stefanie van der Gragt, Nederlands voetbalster
- 16 - Quentin Fillon Maillet, Frans biatleet
- 17 - Spike Goddard, Australisch autocoureur
- 17 - Rusheen McDonald, Jamaicaans atleet
- 18 - Elizabeth Beisel, Amerikaans zwemster
- 18 - Richard Lásik, Slowaaks voetballer
- 18 - Joy Anna Thielemans, Belgisch actrice
- 20 - Matej Delač, Kroatisch voetballer
- 20 - Demi Lovato, Amerikaans zangeres en actrice
- 21 - Felipe Nasr, Braziliaans autocoureur
- 21 - Haris Vučkić, Sloveens voetballer
- 22 - Ari Stidham, Amerikaans acteur
- 27 - Kim Petras Duits zangeres
- 28 - Hanna Hoeskova, Wit-Russisch freestyleskiester
- 31 - Nicolás Tagliafico, Argentijns voetballer
- 31 - Giliano Wijnaldum, Nederlands voetballer

### September
- 1 - Kirani James, Grenadiaans atleet
- 1 - Coralie Lassource, Frans handbalster
- 2 - Ljuban Crepulja, Bosnisch-Kroatisch voetballer
- 4 - Linda Dolstra, Nederlands voetbalster
- 4 - Eduard-Michael Grosu, Roemeens wielrenner
- 4 - Sara Hector, Zweeds alpineskiester
- 5 - Afriyie Acquah, Ghanees voetballer
- 5 - Aleksandar Trajkovski, Macedonisch voetballer
- 6 - James Lepaio, Tuvaluaans voetballer
- 6 - Thomas van Ophem, Nederlands atleet
- 6 - Tom Pietermaat, Belgisch voetballer
- 7 - Sam Kendricks, Amerikaans atleet
- 7 - Anna Tsjernova, Russisch langebaanschaatsster
- 7 - Ortál Vriend, Nederlands-Israëlisch actrice
- 8 - Bernard, Braziliaans voetballer
- 8 - Paul Fentz, Duits kunstschaatser
- 9 - Madiea Ghafoor, Nederlands atlete
- 10 - Fredrik Gulbrandsen, Noors voetballer
- 10 - Lisanne de Witte, Nederlands atlete
- 12 - Ragnhild Mowinckel, Noors alpineskiester
- 12 - Johannes Strolz, Oostenrijks alpineskiër
- 13 - Rachel Rowe, Welsh voetbalster
- 14 - Anouk van Brug, Nederlands politica
- 14 - Kirsten Knip, Nederlands volleyballer
- 14 - Cassie Sharpe, Canadees freestyleskiester
- 14 - Danielle Williams, Jamaicaans atlete
- 15 - Azmeraw Mengistu, Ethiopisch atleet
- 16 - Nick Jonas, Amerikaans zanger (Jonas Brothers)
- 17 - Khalid Boukichou, Belgisch-Marokkaans basketballer
- 17 - William Buller, Brits autocoureur
- 17 - Liu Jiayu, Chinees snowboardster
- 18 - Kendra Harrison, Amerikaans atlete
- 18 - George Miller, Japans zager en komiek
- 19 - Brandley Kuwas, Nederlands voetballer
- 20 - Dylan Borlée, Belgisch atleet
- 20 - Peter Prevc, Sloveens schansspringer
- 21 - Aleksander Aamodt Kilde, Noors alpineskiër
- 22 - Fabio Gamberini, Braziliaans autocoureur
- 22 - Bob Jungels, Luxemburgs wielrenner
- 22 - Luke Mossey, Brits motorcoureur
- 22 - Bryan Smeets, Nederlands voetballer
- 23 - Garth Rickards, Amerikaans autocoureur
- 25 - Zoël Amberg, Zwitsers autocoureur
- 25 - Jonathan Clauss, Frans voetballer
- 25 - Willy Delajod, Frans voetbalscheidsrechter
- 25 - Kim Ju-sik, Noord-Koreaans kunstschaatser
- 25 - Roeslan Zjigansjin, Russisch kunstschaatser
- 26 - Marion Torrent, Frans voetbalster
- 27 - Luc Castaignos, Nederlands voetballer
- 27 - Granit Xhaka, Kosovaars-Zwitsers voetballer
- 28 - Skye McCole Bartusiak, Amerikaans actrice (overleden 2014)
- 28 - Adeline Baud, Frans alpineskiester
- 29 - Leonie Maier, Duits voetbalster

### Oktober
- 1 - Taymir Burnet, Nederlands atleet
- 1 - Christopher O'Shea, Engels acteur
- 1 - Julie Zogg, Zwitsers snowboardster
- 3 - Zhang Yiwei, Chinees snowboarder
- 5 - Remco Goetheer, Nederlands atleet
- 5 - Kevin Magnussen, Deens autocoureur
- 5 - Dino Zamparelli, Brits autocoureur
- 6 - Ellen Jansen, Nederlands voetbalster
- 6 - Jim Pla, Frans autocoureur
- 7 - Neil Alberico, Amerikaans autocoureur
- 7 - Diego Orlando Suárez, Boliviaans voetballer
- 8 - Nick Kuipers, Nederlands voetballer
- 9 - Philip Ellis, Brits-Duits autocoureur
- 10 - Jano Ananidze, Georgisch voetballer
- 10 - Melissa Humana-Paredes, Canadees beachvolleyballer
- 11 - Cardi B, Amerikaans zangeres
- 11 - Abraham Cheroben, Keniaans-Bahreins atleet
- 13 - Manuel Feller, Oostenrijks alpineskiër
- 14 - Ahmed Musa, Nigeriaans voetballer
- 17 - Mikaël Grenier, Canadees autocoureur
- 18 - Zorbay Küçük, Turks voetbalscheidsrechter
- 20 - Mattia De Sciglio, Italiaans voetballer
- 21 - Pierre-Antoine Balhan, Belgisch atleet
- 21 - Hari Nef, Amerikaans actrice en model
- 21 - Bernard Tomic, Australisch tennisser
- 22 - Shéyaa Bin Abraham-Joseph Engels-Amerikaanse rapper
- 23 - Joelia Galysjeva, Kazachs freestyleskiester
- 23 - Dylan Haegens, Nederlands youtuber
- 23 - Thomas Kaminski, Belgisch voetballer
- 23 - Álvaro Morata, Spaans voetballer
- 23 - Ryan Stassel, Amerikaans snowboarder
- 25 - Sergej Ridzik, Russisch freestyleskiër
- 27 - Stephan El Shaarawy, Italiaans voetballer
- 27 - Guusje Steenhuis, Nederlands judoka
- 28 - Deon Lendore, Trinidadiaans atleet (overleden 2022)
- 29 - Cornelia Hütter, Oostenrijks alpineskiester
- 29 - Jitske Visser, Nederlands paralympisch sportster
- 30 - Pieter-Jan Hannes, Belgisch atleet
- 30 - Édouard Louis, Frans schrijver
- 31 - Dario Melnjak, Kroatisch voetballer
- 31 - Ville Miettunen, Fins freestyleskiër

### November
- 1 - Vladimir Morozov, Russisch kunstschaatser
- 2 - Naomi Ackie, Brits actrice
- 2 - Jana Belomoina, Oekraïens mountainbikester
- 2 - Jelena Nikitina, Russisch skeletonster
- 4 - Lera Abova, Duits actrice en model
- 4 - Celine van Duijn, Nederlands schoonspringster
- 4 - Zenobie Vangansbeke, Belgisch atlete
- 5 - Zeana, Zweeds-Montenegrijns zangeres
- 6 - Viktor Andersson, Zweeds freestyleskiër
- 6 - Stefan Ortega, Duits-Spaans voetballer
- 6 - Linus Straßer, Duits alpineskiër
- 7 - Laurens De Bock, Belgisch voetballer
- 9 - Sébastien Toutant, Canadees snowboarder
- 10 - Janice Babel, Nederlands atlete
- 11 - Iris Kroes, Nederlands zangeres en harpiste
- 12 - Luguelín Santos, Dominicaans atleet
- 13 - Jazeman Jaafar, Maleisisch autocoureur
- 13 - Romy Monteiro, Nederlands zangeres, musicalactrice en presentratice
- 15 - Sofia Goggia, Italiaans alpineskiester
- 15 - Pernille Harder, Deens voetbalster
- 15 - Žan Kranjec, Sloveens alpineskiër
- 15 - Jody Lukoki, Congolees-Nederlands voetballer (overleden 2022)
- 17 - Natasha Morrison, Jamaicaans atlete
- 18 - John Karna, Amerikaans acteur
- 18 - Nathan Kress, Amerikaans acteur en stemacteur
- 19 - Doru Sechelariu, Roemeens autocoureur
- 22 - Geoffrey Kamworor, Keniaans atleet
- 22 - Adrian Krainer, Oostenrijks snowboarder
- 23 - Miley Cyrus, Amerikaans actrice en zangeres
- 23 - DJ Stijco, Nederlands muziekproducent
- 24 - Tom Boere, Nederlands voetballer
- 24 - Carolin Simon, Duits voetbalster
- 25 - Cindy Burger, Nederlands tennisster
- 27 - Denis Nagoelin, Russisch autocoureur
- 29 - Tanart Sathienthirakul, Thais autocoureur
- 30 - Adnane Tighadouini, Nederlands voetballer

### December

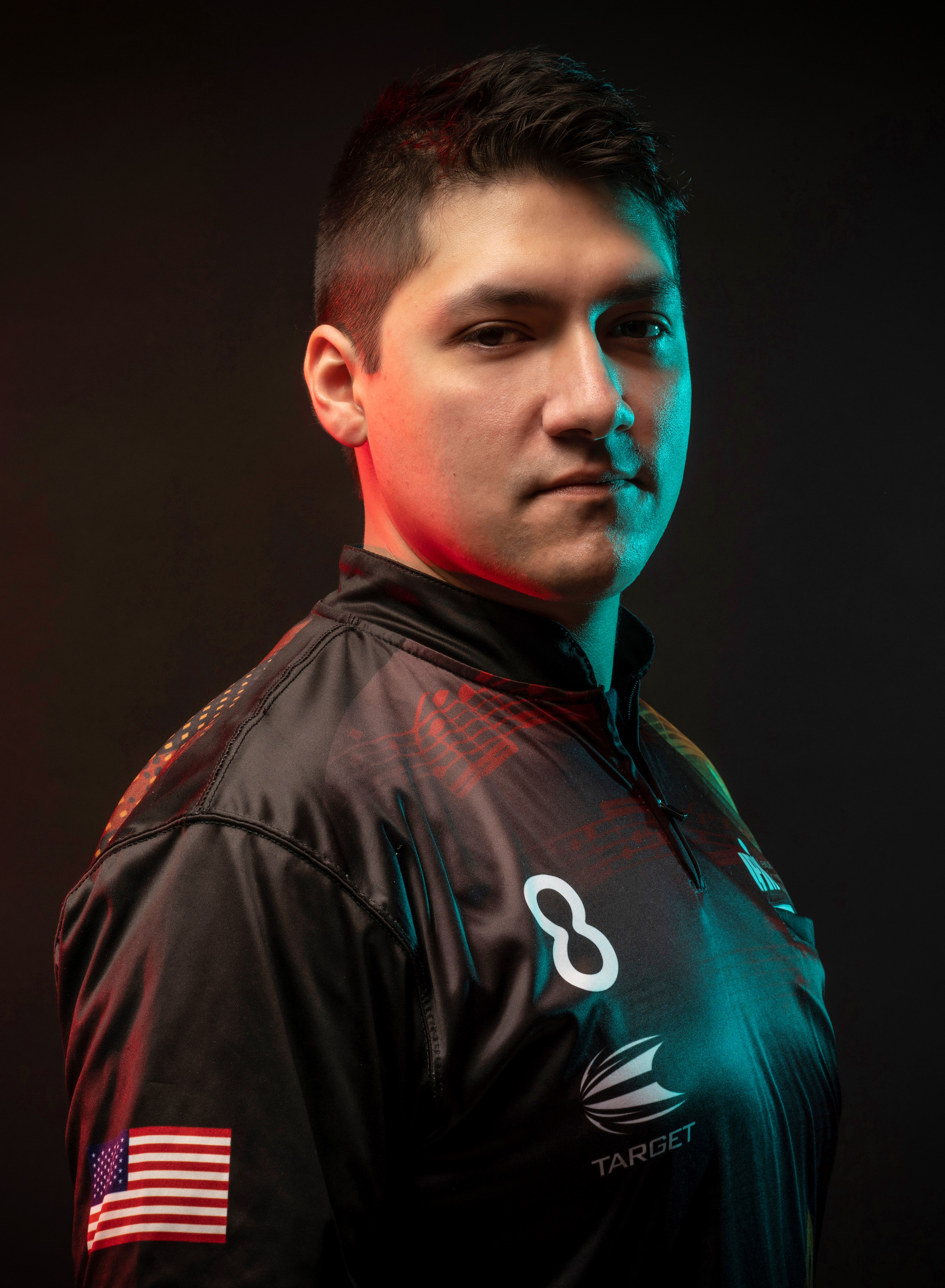
Danny Lauby,
geboren op 11 december

- 1 - Marco van Ginkel, Nederlands voetballer
- 2 - Jacqueline Hernandez, Amerikaans snowboardster
- 3 - Daniel Abt, Duits autocoureur
- 3 - Justyna Święty-Ersetic, Pools atlete
- 6 - Freek Jansen, Nederlands politicus (FvD)
- 6 - Aleksandar Marelja, Servisch basketballer
- 7 - Sofía Arreola, Mexicaans baan- en wegwielrenster
- 8 - Hysen Pulaku, Albanees gewichtheffer
- 8 - Mario Seidl, Oostenrijks noordse combinatieskiër
- 8 - Katie Stevens, Amerikaans actrice en zangeres
- 9 - Maximilian Buhk, Duits autocoureur
- 9 - Kim Hoorweg, Nederlands zangeres
- 10 - Jonna Fraser, Nederlands rapper
- 10 - Marius Kimutai, Keniaans atleet
- 11 - Danny Lauby, Amerikaans darter
- 12 - Chen Ruolin, Chinees schoonspringster
- 13 - Jarett Andretti, Amerikaans autocoureur
- 13 - Matthijs Büchli, Nederlands baanwielrenner
- 14 - Ryo Miyaichi, Japans voetballer
- 16 - Chris Garia, Nederlands honkballer en atleet
- 16 - Lieke Martens, Nederlands voetbalster
- 17 - Aurélie De Ryck, Belgisch atlete
- 17 - Youssef El Jebli, Nederlands voetballer
- 18 - Jasper Aerents, Belgisch zwemmer
- 18 - Ryan Crouser, Amerikaans atleet
- 18 - Mikkel Mac, Deens autocoureur
- 18 - Bridgit Mendler, Amerikaans zangeres en actrice
- 19 - Boris Berian, Amerikaans atleet
- 20 - Martin Čater, Sloveens alpineskiër
- 20 - Ksenia Makarova, Russisch-Amerikaans kunstschaatsster
- 22 - Papé Diakité, Senegalees voetballer
- 22 - Mélanie Henique, Frans zwemster
- 24 - Serge Aurier, Ivoriaans voetballer
- 27 - Youssef El Jebli, Nederlands voetballer
- 28 - Lara van Ruijven, Nederlands shorttrackster (overleden 2020)
- 30 - Mohammed Abukhousa, Palestijns atleet
- 31 - Genet Yalew, Ethiopisch atlete

### Datum onbekend
- Massih Hutak, Nederlands-Afghaans schrijver en rapper
- Raoul Steffani, Nederlands bariton
- Luna Morgenstern, Duits-Nederlandse zangers, liedschrijver en producer

## Weerextremen in België
- winter: Na 1891 winter met laagste aantal neerslagdagen: 32 dagen (normaal: 55.2 dagen).
- 2 juni: Nochtans valt de meeste neerslag in Oost-Vlaanderen: 81 mm in Merelbeke en 84 mm in Gentbrugge (Gent).
- 8 juni: Neerslaghoeveelheid in 24 uur in Dessel: 80 mm.
- 9 augustus: Tornado in de streek rond Berlaar met schade.
- 26 augustus: Tornado in Roux (Charleroi) met veel schade.
- zomer: Zomer met hoogste neerslagtotaal: 364,8 mm (normaal 210,4 mm).

Bron: KMI Gegevens Ukkel 1901-2003 met aanvullingen 